# Úcua
Úcua – miasto w Angoli, w prowincji Bengo.